# Волчонок (фильм, 1985)
«Волчо́нок» (англ. Teen Wolf) — американская молодёжная комедия режиссёра Рода Дэниэла 1985 года с Майклом Джей Фоксом в главной роли. Картина стала хитом проката, собрав более $30 миллионов.
На волне успеха картины были сняты продолжение «Волчонок 2», анимационный сериал «Волчонок», а также драматический сериал «Волчонок», премьера которого состоялась летом 2011 года.

## Сюжет
Скотт Ховард всегда хотел быть необычным. Местная красавица Памела встречается с крутым Микком и даже не подозревает о существовании Скотта, а симпатичную Буф он воспринимает как друга. Лучшие друзья Скотта, затейник Стайлз и скромный Льюис, разделяют увлечение Скотта сёрфингом на крыше. Преследуемый постоянными неудачами, юноша уже отчаивается завоевать авторитет среди окружающих.
Юноша уверен, что «неудачник» — его имя на всю оставшуюся жизнь.
Но однажды Скотт чувствует в себе какие-то изменения. Он понимает, что он — оборотень! Новый Скотт-Волчонок сразу же становится звездой школы. Очарованная диким волком, Памела увлекается Скоттом, забыв про Микка, в свою очередь пытающегося вернуть свою девушку. Не всем друзьям нравится новый облик Скотта, включая Буф и Льюиса, который теперь просто избегает Скотта. Бред, капитан баскетбольной команды, в которой играет Скотт, и Чабби, друг по команде, также не испытывают радости из-за появления нового героя, считая, что Скотт не даёт другим участникам команды полноценно играть. К тому же отец Скотта объясняет сыну, что бывает время, когда волка внутри себя надо подавлять. Теперь Скотт начинает понимать, что быть Волчонком не так уж и здорово…

## В ролях
- Майкл Дж. Фокс — Скотт Ховард
- Сьюзан Урситти — Лиза «Буфь» Маркони
- Джерри Ливайн — Руперт «Стайлз» Стилински
- Метт Эдлер — Льюис
- Лори Гриффин — Памела Уэллс
- Марк Арнольд — Мик МакАллистер
- Марк Хольтон — Чабби
- Джеймс Хэмптон — Гарольд Ховард
- Джим МакКрелл — Директор Расти Торн
- Джей Тарсес — Тренер Бобби Финсток
- Даг Сэвант — Бред

## Производство
Сценарий к фильму стал одним из первых для автора Джефа Лоуба. Студия наняла его после неожиданного успеха фильма 1983 года «Девушка из долины», так как боссы хотели снять потенциальный хит не дороже 1 миллиона долларов в сжатые сроки. Производство картины сдвинулось с мёртвой точки, когда Майкл Джей Фокс дал согласие на съёмки — в тот момент его коллега по сериалу «Семейные узы» Мередит Бакстер-Бирни сообщила о своей беременности, и съёмки ситкома притормозились, что позволило Фоксу принять участие в других проектах, а затем вернутся на съёмки сериала. Весь фильм был отснят всего за три недели.
Примечательно, что ни один из актёров, исполнивших главные роли в фильме, не был подростком на момент съёмок: Майклу Джей Фоксу было 23 года, Марку Хольтону — 26, Джерри Левайну, Марку Арнольду и Сьюзан Урсити — 27.
Все сложные баскетбольные трюки выполнил за Фокса игрок университетской команды «Loyola Marymount» Джефф Глоссер (англ. Jeff Glosser) — в основном, спортсмен играл в гриме подростка-оборотня. Маскот команды, появляющийся в фильме — талисман команды «Боборы» Бенни Бивер Университета штата Орегон.

## Саундтрек
Инструментальную музыку к фильму написал композитор Майлз Гудман. Несколько треков были изданы на официальном-альбоме саундтреке вместе с песнями, написанными для фильма «Win In The End» и «Shootin' For The Moon» — музыку также написал Гудман, автор текстов — Даглас Брэйфилд.
| №                   | Название                        | Исполнитель         | Длительность |
| ------------------- | ------------------------------- | ------------------- | ------------ |
| 1.                  | «Flesh on Fire»                 | James House         | 4:05         |
| 2.                  | «Big Bad Wolf»                  | The Wolf Sisters    | 2:36         |
| 3.                  | «Win in the End»                | Mark Safan          | 4:41         |
| 4.                  | «Shootin' for the Moon»         | Amy Holland         | 2:45         |
| 5.                  | «Silhouette»                    | David Palmer        | 3:54         |
| 6.                  | «Way to Go»                     | Mark Vieha          | 3:45         |
| 7.                  | «Good News»                     | David Morgan        | 2:56         |
| 8.                  | «Transformation (Instrumental)» | Miles Goodman       | 2:29         |
| 9.                  | «Boof (Instrumental)»           | Miles Goodman       | 1:54         |
| Общая длительность: | Общая длительность:             | Общая длительность: | 29:05        |

Также в фильме прозвучала классическая песня «Surfin' U.S.A.» в исполнении группы The Beach Boys.

## Релиз

### Кассовые сборы
Фильм вышел в прокат 23 августа 1985 года и по результатам выходных оказался на втором месте по кассовым сборам после «Назад в будущее», премьера которого состоялась месяцем ранее. Картина собрала $33 087 700 в американском прокате, мировые превысили отметку $80 миллионов.

### Критика
Хотя картина стала хитом, она получила смешанные отзывы критиков. Сайт Rotten Tomatoes присвоил фильму 53 % на основе 19 обзоров.

### Выход на видео
Компания MGM впервые выпустила картину на DVD вместе с её продолжением 27 августа 2002 года. Премьера на Blu-ray состоялась 29 марта 2011 года, среди бонусов только трейлер картины. Ремастеринг-версия фильма была издана компанией «Scream! Factory» в коллекционном варианте вместе с небольшим роликом о съёмках картины.

## Наследие

### Мультсериал
В 1986 году вышел анимационный спин-офф фильма, сериал «Волчонок», продержавшийся в эфире 2 сезона.

### Продолжения
В 1987 году был снят «Волчонок 2» с Джейсоном Бэйтманом в главной роли Тодда Говарда, двоюродного брата Скотта. Планировалось также снять второй сиквел с Алисой Милано в главной женской роли, но этого не случилось.

### Телесериал
В июне 2009 года канал MTV сообщил, что начинает работу над новой телевизионной версией фильма, которая станет мистической молодёжной мелодрамой об оборотнях. Пилотный эпизод снял австралийский режиссёр Рассел Мэлкахи. Сериал «Волчонок» начал транслироваться с лета 2011 года, показав хорошие результаты в плане рейтингов и продержался в эфире шесть сезонов — последний 100-й эпизод вышел в сентябре 2017 года.

### Подражания
Кроме того, коммерческий успех фильма вызвал целую волну подражаний — 3 года спустя вышла комедия «Восход полной луны» Ларри Коэна, а в 1999 году был снят молодёжный сериал «Томми-оборотень».